# UTC+1
| Ora standard (tot anul) Ora standard (iarna din emisfera nordică) Ora standard (iarna din emisfera sudică) | Regiune maritimă în acest fus orar Ora de vară (vara din emisfera nordică) Ora de vară (vara din emisfera sudică) |

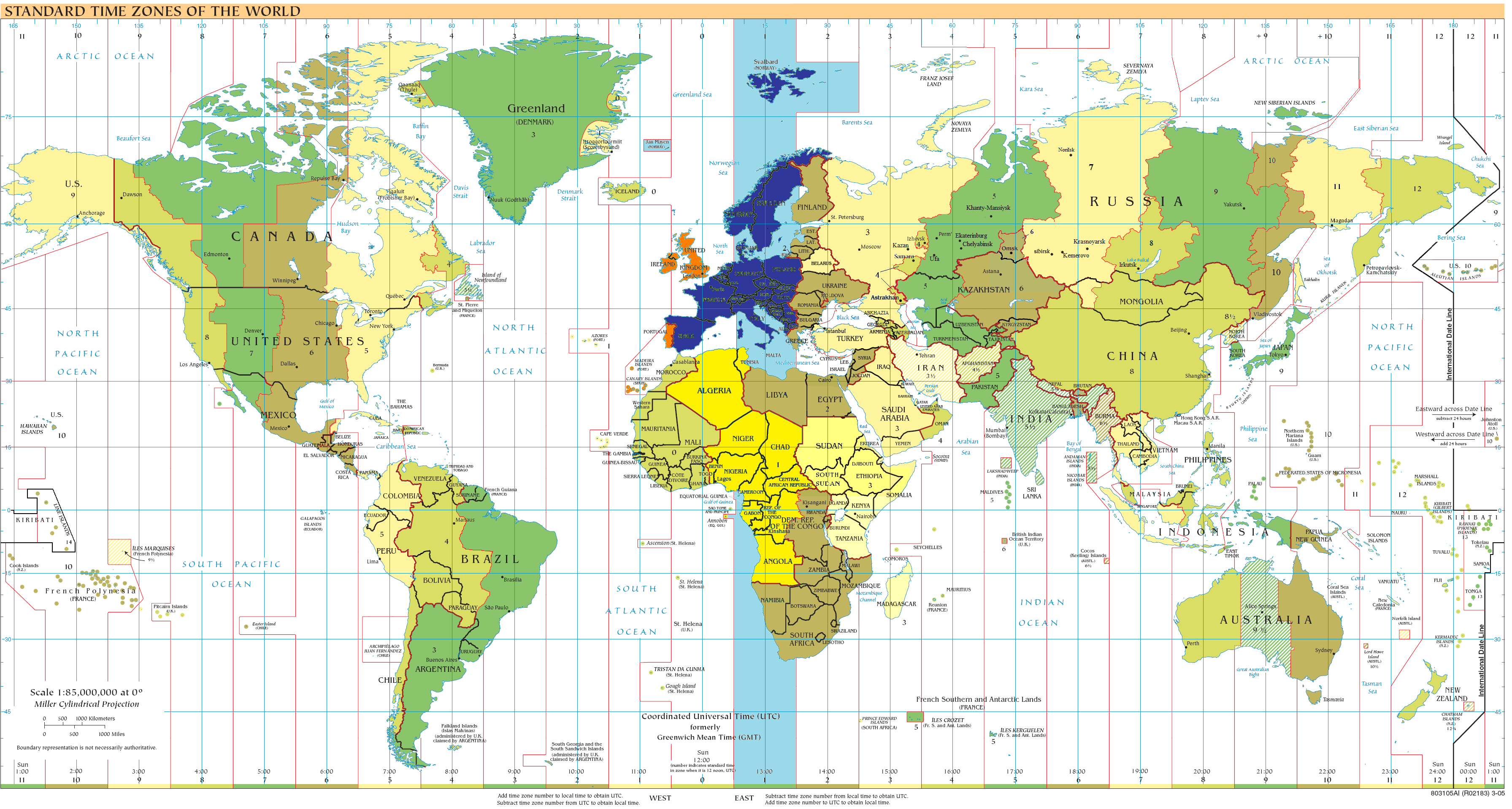
Utilizarea fusului orar UTC+1:

UTC+1 este un fus orar aflat cu 1 oră înainte UTC.  În țările africane UTC+1 este denumită West Africa Time (WAT), iar în Europa Ora Europei Centrale (CET - Central European Time) și Ora de vară a Europei de Vest (WEST - Western European Summer Time). UTC+1 este folosit în următoarele țări și teritorii:

## Ora standard (tot anul)
- Algeria
- Angola
- Benin
- Camerun
- Republica Centrafricană
- Ciad
- Republica Congo
- Republica Democrată Congo (partea vestică)
- Gabon
- Guineea Ecuatorială
- Maroc
- Niger
- Nigeria
- Tunisia

## Ora standard (iarna din emisfera nordică)
- Albania
- Andorra
- Austria
- Belgia
- Bosnia și Herțegovina
- Cehia
- Croația
- Danemarca
- Elveția
- Franța
- Germania
- Italia
- Liechtenstein
- Luxemburg
- Kosovo
- Republica Macedonia
- Malta
- Monaco
- Montenegro
- Norvegia (cu  Svalbard și Jan Mayen)
- Polonia
- Regatul Unit
  -  Gibraltar
- San Marino
- Serbia
- Slovacia
- Slovenia
- Spania (fără Insulele Canare)
- Suedia
- Țările de Jos
- Ungaria
- Vatican

În vara aceste regiuni folosesc fusul orar UTC+2.

## Ora de vară (vara din emisfera nordică)
- Danemarca
  -  Insulele Feroe
- Irlanda (IST - Ireland Standard Time)
- Portugalia (fără Azore)
- Regatul Unit (cu 
  -  Guernsey
  -  Insula Man
  -  Jersey)
- Spania
  -  Insulele Canare

În iarna aceste regiuni folosesc fusul orar UTC±0.